# Záitseve (Sinélnikove)
Záitseve (en ucraniano: Зайцеве) es un pueblo ucraniano perteneciente al óblast de Dnipropetrovsk. Situado en el este del país, es parte del raión de Sinélnikove y centro del municipio (hromada) homónimo.

## Toponimia
El nombre del asentamiento en ruso es Záitsevo (en ruso: Зайцево).  

## Geografía
Záitseve se encuentra 16 km al noreste de Sinélnikove y a unos 50 km al este de la ciudad de Dnipró. 

## Historia
El pueblo fue fundado en la década de 1880 por colonos alemanes.
Durante la Segunda Guerra Mundial, Záitseve estuvo ocupada por la Alemania nazi entre el 2 de octubre de 1941 y el 21 de septiembre de 1943.

## Demografía
Según el censo de 2001, la lengua materna de la mayoría de los habitantes, el 95,16%, es el ucraniano; y del 4,66%, el ruso.

## Infraestructura

### Transporte
Por el pueblo pasa la línea ferroviaria Sebastopol-Járkov y la carretera territorial T-0416. 